# Brachypelma baumgarteni
De Mexicaanse oranje vogelspin (Brachypelma baumgarteni) is een spin, die behoort tot de vogelspinnen. Deze bodembewonende soort komt voor in wouden in Midden-Amerika, voornamelijk in Mexico. De spin is niet zo territoriaal ingesteld en zal maar zelden met brandharen strooien bij het indringen van hun territorium. Bijten doet ze enkel bij prooien, die het territorium binnendringen. Deze spinnen mogen nooit samen met andere van dezelfde soort worden geplaatst, omdat ze dan erg agressief worden.

## Anatomie
De spanwijdte van de spin kan bij een volwassen exemplaar 12 tot 15 cm bedragen. De spin dient een luchtvochtigheid van 60 tot 70% te hebben en een gemiddelde temperatuur van 22 tot 25 °C. De spin lijkt enorm op de Mexicaanse roodpootvogelspin (B. boehmei), en wordt er in het juveniele stadium ook veel met verward. De spin heeft een zwart abdomen en cephalothorax en ook het femur is zwart. De poten zijn oranje vanaf de knie.

## Voedsel
Deze spin eet vooral meelwormen, kevers en krekels.

## Leeftijd
De spin kan erg oud worden: vrouwtjes kunnen tot 30 jaar worden.